# The Northanger Novels
The Northanger novels é como ficaram conhecidos os sete romances góticos recomendados por Isabella Thorpe à protagonista Catherine Morland no capítulo 6 do primeiro volume do Northanger Abbey (1818), romance de Jane Austen. No entanto, não foi publicado até sua morte em 1817, junto com outro romance dela, " Persuasion" .
São eles The Castle of Wolfenbach (1793), de Eliza Parsons; Clermont (1798), de Regina Maria Roche; The Mysterious Warning (1796)- citado erroneamente como Mysterious Warnings - também escrito por Eliza Parsons; The Necromancer or The Tale of the Black Forest (1794), de Lawrence Flammenberg, The Midnight Bell (1798), de Francis Lathom; The Orphan of the Rhine (1798), de Eleanor Sleath e, finalmente, Horrid Mysteries (1796),  de Karl Grosse.
Acreditava-se que maioria desses títulos haviam sido inventados por Jane Austen, mas em dezembro de 1912, uma correspondência em Notes and Queries revelou a existência de alguns desses romances e estimulou a busca pelos outros títulos. Em 1927 essa pesquisa foi unificada por Micheal Sadleir que cunhou o nome em um artigo chamado The Northanger Novels: A footnote to Jane Austen.

## Persnagens
Catherine Morland: uma menina de 17 anos que não tem experiência de vida, mas sempre determinada a ver o melhor das pessoas.
James Morland: o irmão mais velho de Catherine, que passa seu tempo estudando na Universidade de Oxford no início do romance, mas faz uma visita surpresa à cidade de Bath para ver sua irmã e seus pais.
Henry Tilney: pastor de 26 anos, clérigo da igreja, irmão de Eleanor e Frederick Tilney, e membro da rica família Tilney.